# スーパーペガサス
スーパーペガサスは重賞を20勝したばんえい競走馬である。2003年から2006年にかけてばんえい記念を4連覇、またNARグランプリばんえい最優秀馬を2002年から2005年まで4年連続受賞という史上初の記録を持つ。

## 生涯
1998年デビュー。初勝利は7戦目の岩見沢で、デビュー以来手綱を取った大友栄人騎手とのコンビではその1勝しか挙げられなかった。大友が調教師に転身したため岩本利春騎手を迎えた1999年1月に2勝目を挙げると一気に出世街道に乗り、1999年6月13日のばんえい大賞典で重賞初挑戦ながら単勝1番人気に推され、軽ハンデを味方に先行逃げ切りを決めて重賞初制覇を飾った。しかしその後の同世代相手の重賞では、アーティガールやシンカイリュウといった世代トップの馬相手に後塵を拝し続けた。
本格化したのは明け6歳を迎えた2001年で、2月4日、ばんえい記念の前哨戦となった然別賞で一線級のオープン馬相手に初めて2着（1着はサカノタイソン）したあとは一線級の古馬相手に互角の戦いをし、2001年10月21日の旭王冠賞で2年ぶりの重賞制覇を飾った。2002年2月3日のチャンピオンカップで重賞3勝目を挙げ、2月17日のばんえい最大の競走ばんえい記念では初めての重量を曳いてサカノタイソンに1秒6差と迫る2着に入った。
その後、サカノタイソンは慢性の蹄不安を悪化させて長期休養を余儀なくされたのに対し、同馬は北斗賞、北見記念、岩見沢記念と立て続けに重賞を制覇。翌2003年のばんえい記念も制して、最強馬の地位を不動のものとした。
以後はチャンピオンカップをはじめ北見記念、岩見沢記念を連覇。さらに北斗賞とばんえい記念では3連覇した。ばんえい記念の3連覇は当時史上最強といわれていたキンタローさえも成し得なかった大偉業である。また帯広記念は2005年に制覇した。旭川、岩見沢、北見、帯広の4つの競馬場で行われる記念レースすべてを制覇したのはタカラフジに次いで2頭目の記録である。
2006年のばんえい記念では、前人未到の4連覇が期待されるなか、脚の故障で不安視さえされたが期待に応え、ライバルのミサキスーパー（父、生産者が同じ）やミサイルテンリュウを抑えて快勝。大記録を達成するとともに、ばんえい史上7頭目（過去にはキンタロー、タカラフジ、ヒカルテンリュウ、アサギリ、マルゼンバージ、フクイチ）の収得賞金1億円超えを達成、このころには史上最強馬と、ばんえい界最大のスーパースターの名をほしいままにした。
2007年はばんえい記念での5連覇達成も期待されたが裂蹄の影響で出走を断念し休養に入る。調整を続けていたものの、11歳の定年が近いこともありそのまま引退。その後種牡馬入りを目指して治療をするも、2007年5月1日死亡。死因は蹄葉炎。
これまでの最高馬体重は1118キログラム。

## 重賞勝ち鞍
- 1999年：ばんえい大賞典
- 2001年：旭王冠賞
- 2002年：チャンピオンカップ、北斗賞、北見記念、岩見沢記念
- 2003年：チャンピオンカップ、ばんえい記念、旭王冠賞、北斗賞、岩見沢記念、北見記念
- 2004年：ばんえい記念、北斗賞、ばんえいグランプリ
- 2005年：帯広記念、ばんえい記念、旭王冠賞、ばんえいグランプリ
- 2006年：ばんえい記念

## ばんえい馬以外のスーパーペガサス
ばんえい競走で用いられる馬は重種や在来種の混血であり、サラブレッドやアングロアラブの軽種とは配合されることはほぼないため、競走馬の馬名管理でも管轄が異なる。そのため、本記事でとりあげたばんえい馬のスーパーペガサスとはまったく別の、スーパーペガサスという名を持つ競走馬がいる。2003年生まれのサラブレッド系種で父はフサイチコンコルド。中央競馬と兵庫県競馬に所属したが未勝利に終わった。
- 競走馬成績と情報 KEIBA.GO.JP